# Léon Delachaux
Léon Delachaux (Villers-le-Lac, 30 luglio 1850 – Saint-Amand-Montrond, 27 gennaio 1919) è stato un pittore francese naturalizzato statunitense.

## Biografia
Nacque da Louis-Auguste, di nazionalità svizzera, protestante, e da Mélanie Henry, francese, cattolica, entrambi orologiai, che contrassero matrimonio solo dopo la sua nascita. Trascorse la prima infanzia in Svizzera fino al suicidio di suo padre, oppresso dai debiti, nel 1855. Quattro anni più tardi si trasferì al seguito della madre al Cairo. Appena diciottenne lasciò la madre e il patrigno in Egitto imbarcandosi per Marsiglia ma con l'idea di raggiungere la Svizzera per trovare lavoro come orologiaio. Qui riuscì a farsi assumere come incisore di metalli preziosi, fino a farsi notare dal rappresentante di una nota gioielleria statunitense, che lo invitò a sfruttare meglio il suo talento convincendolo a trasferirsi a New York. Salpò così a bordo del piroscafo Ville-de-Paris nel 1872 e cominciò ad affermarsi come incisore di casse di orologi.
Nel 1875 lo ritroviamo a Filadelfia, dove sposa Marie-Appoline (Pauline) Noël, proveniente da una famiglia di francesi, e decide di dedicarsi alla pittura iscrivendosi alla Pennsylvania Academy of the Fine Arts, che frequenta dal 1876 al 1881, sotto la guida di Thomas Eakins, padre del realismo americano. Nello stesso anno la moglie darà alla luce il suo unico figlio, Clarence. Dal 1879 in poi, espone in diverse città degli Stati Uniti (Filadelfia, Louisville, New York, Chicago, San Francisco, Boston) e del Sud America.
Con l'intento di tornare in Francia con la famiglia, stringe un accordo con il suo mercante d'arte Harrison Earle, che accetta di pagargli il viaggio in cambio della spedizione periodica di nuovi dipinti. Nel 1883, pur avendo ottenuto nel frattempo la cittadinanza americana, si trasferisce in Francia, dove inizialmente prende casa nei dintorni di Parigi, fino a stabilire la propria dimora al nº 20 di rue Durantin, nel quartiere di Montmartre. Qui vivrà dal 1888 al 1914, come recita una lapide tuttora visibile sulla facciata dell'edificio. Si presenta alla comunità di artisti parigini come allievo di Thomas Eakins e di Ernest Ange Duez e raccoglie il primo successo esponendo al Salon nel 1887 e ottenendo una menzione onorevole per il dipinto Crux Ave à Pâques. Nel 1889 partecipa all'Esposizione universale di Parigi guadagnando la medaglia di bronzo per La Louée à Château-Landon e comincia a viaggiare all'interno della Francia dipingendo scene di vita agreste, scegliendo di installare un proprio atélier a Saint-Amand-Montrond, che dal 1914 in poi costituirà la sua unica residenza.
Nel 1891 lascia il Salon per associarsi alla Société nationale des beaux-arts, nella quale assunse vari incarichi, tra cui quello di membro della giuria. Espone alle mostre di questa società per circa vent'anni, ma anche in altre città francesi ed europee, tra cui Roma e Venezia (III edizione della Biennale, 1899).
Il 4 novembre 1911 viene insignito della Legion d'onore e nel 1914 si stabilisce definitivamente a Saint-Amand-Montrond dove morirà cinque anni dopo. Il figlio Clarence, in ossequio alle ultime volontà paterne, dona alcuni dipinti e disegni alla cittadina, affinché costituiscano il nucleo di una struttura museale.
Cica 40 sue opere sono custodite presso altri musei francesi, americani, svizzeri, cileni, argentini, polacchi e cechi.